# Knightmare (videogioco 1987)
Knightmare è un videogioco di avventura dinamica tratto dal gioco televisivo britannico Knightmare (1987-1994), pubblicato nel 1987 per Amstrad CPC, Commodore 64 e ZX Spectrum e nel 1988 per Atari ST dalla Activision. Nel programma televisivo un gruppo di ragazzini deve guidare un compagno attraverso un labirinto virtuale generato con il chroma key, mentre nel videogioco il giocatore guida un cavaliere nella fuga dai complessi sotterranei di un castello in cui è prigioniero (Knightmare è un gioco di parole tra knight/cavaliere e nightmare/incubo).
Dal programma televisivo venne tratto un altro Knightmare nel 1991 per Amiga e Atari ST, ma è un gioco del tutto diverso.

## Modalità di gioco
Lo schermo mostra uno spaccato tridimensionale della stanza dove si trova attualmente il cavaliere, circondato dalla cornice di un grande libro come se fosse un disegno su una delle pagine. Quando il giocatore sposta il cavaliere in un'altra stanza la pagina si volta per mostrare la nuova scena. Il cavaliere viene mosso in tempo reale con i controlli direzionali, mentre tramite i tasti delle lettere iniziali si possono impartire comandi più specifici di una o due parole (ad esempio "open door"/apri porta).
Per evadere dal castello è necessario trovare e utilizzare nel modo opportuno vari oggetti, interagire con altri personaggi, evitare guardie e creature ostili. Una candela a lato del grande libro indica l'energia vitale del cavaliere, che cala lentamente col tempo e velocemente in caso di contatto con i nemici. Si possono incontrare creature magiche che pongono dei quiz per poter proseguire, e in caso di errore si ha la sconfitta immediata.
Andando avanti si possono ottenere un'arma per attaccare i nemici, premendo ripetutamente il pulsante o tasto di fuoco, e vari tipi di incantesimi, da attivare nel momento opportuno come le altre azioni.
Si dispone di due oracoli da consultare, uno buono e uno cattivo, dalle cui risposte testuali si possono ricavare indizi su come risolvere l'avventura.
Occasionalmente appare anche Treguard, il dungeon master del programma televisivo, che dà informazioni varie. I messaggi vengono mostrati all'interno di fumetti; il gioco uscì solo in inglese.
Il salvataggio della partita è possibile solo nella memoria volatile.